# 杞县
杞县，古称雍丘，在中国河南省中部偏东，是开封市下辖的一个县。总面积1243平方公里，2020年常住人口93.2万人，为开封人口最多的县。縣人民政府駐金城街道。

## 地理
杞县位于河南省中东部，开封市东南部，外环6县区：东睢县，南太康县，西开封市祥符区，北兰考县，东北为民权县，西南邻通许县。杞县地处豫东平原，地势由西北向东南微倾。全县地貌大多为黄河冲积平原，境内主要河流有惠济河、铁底河等。

## 历史

### 行政沿革
杞县历史悠久，在商周时为杞国，春秋战国时期历属郑国、魏国。秦统一六国后置雍丘县，属砀郡。西汉以县属兖州陈留郡，东汉承袭前制。三国时期属曹魏陈留国，西晋仍以县属陈留郡。东晋十六国时期，先后为后赵、前燕、前秦、后燕、后秦等政权据有。北魏孝昌四年（528年）置阳夏郡，以雍丘县为郡治。隋初废阳夏郡，开皇十六年（596年）置杞州，至大业初年废，雍丘县属梁郡。唐武德四年（621年）复置杞州，至贞观元年（627年）废，雍丘县属河南道汴州。五代时期，后晋时改县名为杞县，后汉时又复称雍丘，属开封府。北宋时以县属京畿路开封府，金以后改称杞县，属南京路开封府。元朝时属汴梁路，明清时期，杞县均属开封府管辖。
中华民国时期，1914年将杞县划归开封道管辖，1932年划归河南省第二行政督察区，1948年4月改属第十二行政督察区。中华人民共和国成立后，杞县于1949年划归陈留专区，1952年6月划归郑州专区，1955年1月属开封专区，1969年属开封地区，1983年9月起属开封市管辖。

### 历史事件

#### 钴-60谣言风波
2009年6月，當地一家存放有放射源鈷-60的辐照厂发生卡源事故，12日，该辐照厂因此發生火警，但開封市政府要到7月12日才召開記者招待會说明事件，當時傳言称“核輻射洩露”。7月17日，环保部的机器人在处理事件时意外损坏，谣言愈演愈烈，引起當地民眾爭相逃難。事後，开封市政府拘捕了造谣和传谣的5人，並與以處分。

## 行政区划
杞县下辖1个街道办事处、7个镇、13个乡：
金城街道、五里河镇、傅集镇、圉镇镇、高阳镇、葛岗镇、阳堌镇、邢口镇、裴村店乡、宗店乡、板木乡、竹林乡、官庄乡、湖岗乡、苏木乡、沙沃乡、平城乡、泥沟乡、柿园乡、西寨乡和城郊乡。

## 交通
商登高速、 郑民高速分别在县城北部和南部横贯县境，为主要的联外高速公路。此外，杞县境内还有 106国道、 343国道、 218省道、 220省道、 316省道、 317省道等国、省干道过境。
杞县境内历史上曾有朝杞铁路经过，为运煤用的窄轨铁路，已停运。目前距离杞县最近的客运火车站为兰考站（普速列车）和兰考南站（高速动车组列车）。郑州新郑国际机场为最近的民航机场，距杞县约70公里。

## 经济
杞县2022年生产总值为人民币427.42亿元，人均生产总值46,252元，在河南省各县级行政区（不含市辖区）中分别排第22位和第61位。其中第一产业、第二产业和第三产业的生产总值分别为104.41亿元、142.57亿元和180.44亿元。

### 农业
杞县是农业大县，建有大蒜、辣椒、花生、棉花、小麦、菜花、食用菌等农产品生产基地，被一些媒体称为“大蒜之乡”，其苏木乡在2006年全国第四届大蒜节上被评为中国大蒜产业十强乡（镇）。杞县畜牧业产值占农业总产值的40%以上，已建成规模养殖场1300多家。

### 工业
杞县主要工业企业100多家，现已形成化工、纺织、造纸、制革、机械制造、粮食加工、蔬菜加工、服装加工、磁性材料等支柱产业。

## 人口
根據第七次人口普查數據，截至2020年11月1日零時，杞縣常住人口為932126人。

## 延伸阅读
- 杞人憂天